# Silva Kaputikyan
Silva Kaputikyan (em armênio/arménio:  Սիլվա Կապուտիկյանⓘ); 20 de janeiro de 1919 – 25 de agosto de 2006) foi uma poeta arménia e activista política, capaz de falar e escrever em arménio e em russo. Uma das mais conhecidas escritoras arménias do século XX, ela é reconhecida como "a maior poetisa da Arménia" e "a grande dama da poesia arménia do século XX". Embora tenha sido membro do Partido Comunista, ela foi uma notável defensora das causas nacionalistas da Arménia.

## Biografia

### Antecedentes e primeiros anos de vida
Nascida Sirvard Kaputikyan em 20 de janeiro de 1919, os seus pais eram, historicamente, da populosa cidade de Vã (no centro histórico da Arménia Ocidental, actual Turquia). Ela foi criada em Erevan, capital da Arménia. O seu pai, Barunak, foi membro do partido nacionalista Dashnaktsutyun e morreu de cólera três meses antes do nascimento da filha. Ela foi criada por sua mãe e avó. Sirvard cursou a Faculdade de Filologia Arménia na Universidade Estadual de Erevã, de 1936 até se formar em 1941, e, posteriormente, estudou na Instituto de Literatura de Gorky da Academia Soviética de Ciências, de 1949 a 1950. Ela filiou-se ao Partido Comunista da União Soviética em 1945.

### Carreira literária

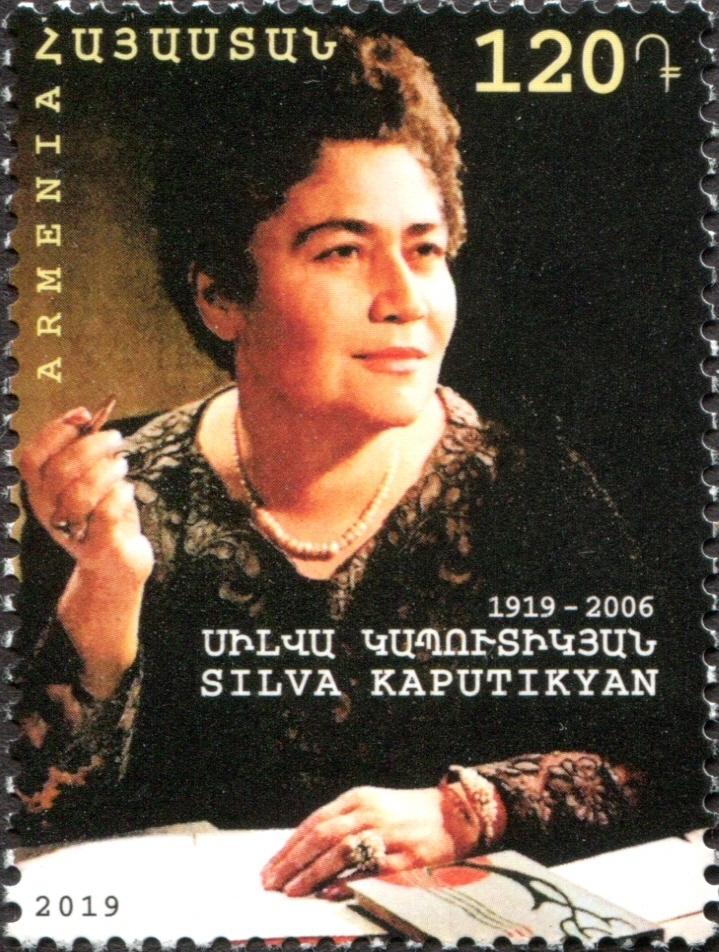
Selo armênio de 2019 em comemoração aos 100 anos da escritora

Ela fez sua estreia literária no início da década de 1930 e publicou seu primeiro poema em 1933. Em 1941, tornou-se membro da União dos Escritores da Arménia. A sua primeira grande publicação, uma colecção de poemas, apareceu em 1945. Dois temas principais das suas obras foram a identidade nacional e a poesia lírica. Seu conhecido poema, "Uma palavra para o meu filho", tornou-se um "versículo padrão em afirmar a identidade nacional". O último versículo diz: "Olha, meu filho, de onde você estiver, / Onde quer que você vá sob esta lua, / Mesmo se você esquecer a sua mãe, / não se esqueça de sua língua materna."
Em 1962-3 e 1973, ela viajou por toda as comunidades da diáspora arménia no Médio Oriente (Líbano, Síria, Egipto) e América do Norte (Estados Unidos e Canadá). Em 1964 e 1976, publicou dois livros de viagens, que são contos de suas visitas às comunidades arménias do Médio Oriente, em grande parte composta de sobreviventes de genocídios e seus descendentes, e à América do Norte. Seus livros da década de 1960 e a década de 1970 estiveram sempre focados na história do povo arménio e o seu futuro, algo que ela sempre representou com imagens optimistas. Ela escreveu vários poemas para crianças e dois dramas (1961-2, 1976).
No total, ela é autora de mais de sessenta livros em arménio e alguns em russo. Suas obras foram traduzidas por Bulat Okudjava, Yunna Morits, Yevgeny Yevtushenko, Andrei Voznesensky, Bella Akhmadulina, entre outros.